# Eidalimus flavicornis
Eidalimus flavicornis är en tvåvingeart som beskrevs av Lindner 1969. Eidalimus flavicornis ingår i släktet Eidalimus och familjen vapenflugor. Inga underarter finns listade i Catalogue of Life.